# Almindelig byg
Almindelig byg (Hordeum vulgare) er en plante i bygslægten i græs-familien med spiselige frø som bliver brugt til mad til mennesker og dyr og som malt i ølproduktion. Frøene har en hård ydre celluloseskal, som må fjernes inden madlavning. Byg er den næstvigtigste dyrkede kornart herhjemme, og har et højt indhold af kiselsyre. Hel byg (bankebyg) kan koges som ris.
Af byg fremstilles bl.a. følgende produkter:
- Husdyrfoder, i Danmark anvendes det meste til svinefoder
- Malt, der bruges i produktion af bl.a. Whiskey og øl